# Redutos da praia de Paripueira
Os Redutos da praia de Paripueira eram fortificações localizadas na praia de Paripueira, distante cerca de 29 quilômetros ao norte do centro histórico de Maceió, no Brasil.

## História
Computados por GARRIDO (1940), que os denomina como Forte de Paripueira (op. cit., p. 76), inscrevem-se no contexto da segunda das Invasões holandesas do Brasil (1630-1654). BARRETTO (1958) esclarece tratar-se de redutos erguidos no caminho, margeando a costa, que ia de Alagoas a Pernambuco. Foram erguidos pelo coronel Crestofle d'Artischau Arciszewski em agosto de 1635, quando da ofensiva neerlandesa daquele ano, e constituíam-se em dois redutos de campanha, um sobre uma colina e outro sobre a praia (op. cit., p. 160). Dali saiu o referido coronel, no ano seguinte, para bater as forças de dom Luís de Rojas y Borja, duque de Ganja, na batalha de Mata Redonda (18 de janeiro de 1636).
GARRIDO descreve-nos o seu fim, citando: "Aí ainda se encontram destroços de um forte onde estiveram algum tempo os holandeses, que o abandonaram em novembro de 1636." (BRANDÃO, Moreno (Prof.). Vade-Mecum do Turista em Alagoas, 1937. apud: GARRIDO, 1940:76)